# 章栄不動産
章栄不動産株式会社（しょうえいふどうさん）は、広島県広島市に本社を置く不動産会社。西日本エリアを中心に220棟（12,500戸以上）の供給実績のある『フローレンス・シリーズ』ブランドの分譲マンション事業を展開している。

## 概要
1994年から発売開始したマンション『フローレンス・シリーズ』を主力商品とし、広島都市圏では10年間連続、中国地区では4年連続で供給戸数首位を続けていた。
しかし2008年9月の米国リーマンショックに端を発した世界同時不況により競合するいわゆるマンションデベロッパーの経営破綻が相次ぐなど景気悪化による状況の厳しさは予測を超え、章栄不動産も経営状況を抜本的に打開するまでには至らず、2009年1月に民事再生手続き開始の申立てを行った。
同年7月に認可決定された弁済期間を5年間とする再生計画は順調に推移し、当初の再生計画よりも2年8ヶ月繰り上げて再生計画に基づく弁済を全て完了した。再生計画の全部遂行により2011年5月に再生手続終結決定を得て、マンションデベロッパーの再生としては極めて稀有なスポンサーを付けない自主再生を果たした。同時期に「フローレンス楠木リバーフロント」（広島市西区）を供給し、その後は年に2～4棟の供給を続けている。2017年には、分譲マンション供給から30周年を迎え、さらには累計220棟目となる「Ｔｈｅフローレンス横川駅前タワーレジデンス」（広島市西区）を供給した。

## 沿革
- 1955年（昭和30年） 4月 創業
- 1971年（昭和46年） 4月 安佐南区古市に於いて株式会社章栄商事として法人に改組し設立
- 1992年（平成 4年） 4月 分譲マンション事業第1棟目となる「フローレンス口田南」（広島市安佐北区）を分譲。
- 1998年（平成10年） 1月 分譲マンション管理会社となる章栄管理株式会社を設立。
- 2000年（平成12年） 8月 分譲マンション事業第50棟目となる「フローレンス広リバーコート」（広島県呉市）を分譲。
- 2003年（平成15年）10月 社名を「章栄不動産株式会社」に変更。
- 2005年（平成17年） 1月 分譲マンション事業第100棟目となる「フローレンス東蟹屋グランドアーク」（広島市東区）を分譲。
- 2006年（平成18年） 3月 本社を中区中町9番9号へ移転
- 2006年（平成18年） 9月 グループ全体のハウスエージェンシーとしてウィル・アド・ジャパン株式会社設立。
- 2006年（平成18年）11月 分譲マンション事業第150棟目となる「フローレンス光南町グランドアーク」（広島県福山市）を分譲。
- 2009年（平成21年） 1月 東京地裁に民事再生法の適用を申請。
- 2010年（平成22年）本社所在地を現在地に変更。
- 2011年（平成23年） 5月 東京地裁から民事再生手続き終結の決定を受け、スポンサーを付けない自主再生により5年の弁済計画を2年8ヶ月繰り上げ再生手続きを終える。[1]
- 2014年（平成26年） 8月25日　広島市の土砂災害の被災者に対して、安佐南区内を中心とする賃貸マンション等を3ヶ月間無償提供することを発表[2][3]。
- 2017年（平成29年）2月 分譲マンション事業第200棟目となる｢フローレンス横川駅前プレミアムステージ｣(広島市西区)を供給した。
- 2020年（令和 2年）1月 分譲マンション事業第210棟目となる｢フローレンス東千田公園プレミアムステージ｣(広島市中区)を供給した。
- 2023年（令和 5年）1月 分譲マンション事業第220棟目となる｢Theフローレンス横川駅前タワーレジデンス｣(広島市西区)を供給した。

## 参考
1. ↑  『自主再生終結のお知らせ』（PDF）（プレスリリース）章栄不動産、2011年5月9日。2011年5月22日閲覧。
2. ↑  “被災者の方へ住居無償提供のお知らせ”.   章栄不動産 (2014年8月25日). 2014年8月29日閲覧。
3. ↑  “広島の章栄不動産、被災者に住居提供 ３カ月無償で”.   日本経済新聞 (2014年8月25日). 2014年8月29日閲覧。